# Kristadelfianere
Kristadelfianere (engelsk: The Christadelphians, fra græsk og betyder "brødre og søstre i Kristus") er en ikke-trinitarisk kristen kirkeretning oprettet i USA og Storbritannien i 1848-1850. De har medlemmer og kirker (kaldet ecclesier) verden over. Uafhængige skøn angiver det globale antal af Kristadelfianere til at være ca. 50.000 

## Historie
Den vigtigste grundlægger af gruppen var en engelsk læge, John Thomas, som blev et samlingspunkt for dem, der var desillusionerede med Alexander Campbell's religiøse bevægelse i Amerika. I 1848-1849 vendte Thomas tilbage til Storbritannien for at skrive sin bog "Elpis Israel" ("Håbet om Israel"), og iværksætte en foredragsturné. Thomas mente, at Bibelen lærte, at Gud ville samle det jødiske folk i Palæstina før Kristi genkomst. Og i Skotland fandt han mange tilhørere blandt adventister og unitarer. Disse tilhængere dannede kernen i den første kristadelfianske kirke i Storbritannien. En skotsk kristadelfianer, Robert Roberts, skrev bogen Christendom Astray (Kristendommen på afveje) 1884. En norsk oversættelse blev udgivet 1911 under titlen Kristendom på avveie.

## Tro
De væsentligste elementer i deres tro er de følgende:
- Bibelen er Guds inspirerede ord.
- Jesus Kristus er Guds Søn men ikke Gud og eksisterede ikke før sin fødsel.
- Kristus vil komme igen og etablere Guds Rige på jord.
- Døden er ubevidsthed – sjælens udødelighed afvises, idet de tror på betinget udødelighed.
- Helvede betyder simpelthen graven.
- Dåb sker ved at den voksne dyppes fuldstændigt i vand.
- Helligånden er ikke en person men Guds kraft.
- Satan er ikke et personligt væsen men et symbol på menneskelig ondskab.

## Organisation
Kristadelfianere mødes jævnligt til brødsbrydelse i erindring om Jesu død. De mødes i hjem og i små mødehaller. Deres gudstjenesteform er enkel i et forsøg på at efterligne den primitive kristendom. De har ingen central ledelse, og hver kirke (ecclesia) er uafhængig.
Kristadelfianere har en tradition for militærnægtelse.
Det primære magasin i kirkeretningen er The Cristadelphian Magazine, som er blevet offentliggjort i Birmingham, England siden 1864.